# Class of Heroes
Class of Heroes (剣と魔法と学園モノ。 Ken to Mahō to Gakuenmono.) es un videojuego del género RPG Dungeon Crawler, desarrollado y publicado por Acquire en Japón el 26 de agosto de 2008, y distribuido por Atlus en América el 9 de junio de 2009 para la plataforma PSP. El juego consiste en explorar y avanzar por distintos calabozos, en los cuales se encuentran hordas de enemigos que pueden aparecer y atacar al jugador en un combate por turnos. Class of Heroes recibió críticas mixtas al momento de su lanzamiento; algunos apreciaron el acercamiento creativo que se le dio a la exploración de mazmorras, mientras que otros mostraron descontento por los gráficos del juego y lo tedioso del sistema para subir el nivel de los personajes.

## Estilo de juego
El jugador comienza seleccionando los personajes que formarán su equipo, escogiendo la raza, género, estadísticas y clase de cada individuo. Las razas y géneros son permanentes, pero las clases pueden cambiarse al visitar una escuela. Hay diez razas disponibles en el juego: Humano, Elfo, Enano, Erdgeist, Mediano, Duende, Felpier, Drake, Diablon y Celestian. Cada raza tiene diferentes actitudes y tendencias hacia las otras, por lo que debe buscarse un balance de compatibilidad al momento de armar los equipos. De igual manera, cada una tiene diferentes debilidades y fortalezas; por ejemplo, los Medianos son buenos ladrones, mientras que los Drakes son estupendos guerreros. El equipo comienza en la Academia Particus, la cual funciona como una base de operaciones donde se pueden recuperar puntos de magia y salud, adquirir equipamiento, realizar alquimia con los objetos encontrados y aceptar nuevas misiones. Una vez que el equipo entra a un calabozo, el jugador puede encontrarse con enemigos de forma aleatoria a medida que se recorren los pasadizos del mismo, iniciando un sistema de combate por turnos basado en personajes alineados por filas, en el cual los personajes que se encuentren en las filas posteriores y tengan equipadas armas de corto alcance no podrán atacar a los enemigos a menos que posean algún hechizo o habilidad de largo alcance. A medida que se progresa en el nivel y se ganan las batallas, se va llenando una barra o medidor de tensión que permite al equipo usar tácticas o "gambitos" especiales en futuras batallas.
Dentro de cada calabozo hay una cerradura mágica que, una vez abierta, permite ahorrar tiempo y pasos la próxima vez que se visite el mismo mapa. El jugador puede guardar la partida en cualquier momento fuera de las batallas y pueden escapar fácilmente de una mazmorra cuando lo necesiten. Si todo el equipo muere durante la exploración del calabozo, el jugador despierta en su escuela, y debe revivir a los personajes. Este proceso de resurrección puede no ser satisfactorio, y si llega a fallar dos veces consecutivas, el personaje es borrado del equipo.

## Presentación
Atlus anunció Class of Heroes en una conferencia de prensa el 20 de enero de 2009, indicando el 7 de abril de ese mismo año como una fecha de lanzamiento tentativa. El 30 de marzo, Atlus anunció que había sido descubierto un error crítico en el juego, tan solo unos días antes de iniciar el proceso de fabricación, por lo cual el lanzamiento del juego se retrasaría hasta el 9 de junio para permitir la corrección de dicha falla.

## Recepción y crítica
Class of Heroes recibió opiniones mezcladas de los críticos, las cuales van desde 30 hasta 83 en Metacritic, con una puntuación promedio de 61.